# 아메데오 나자리

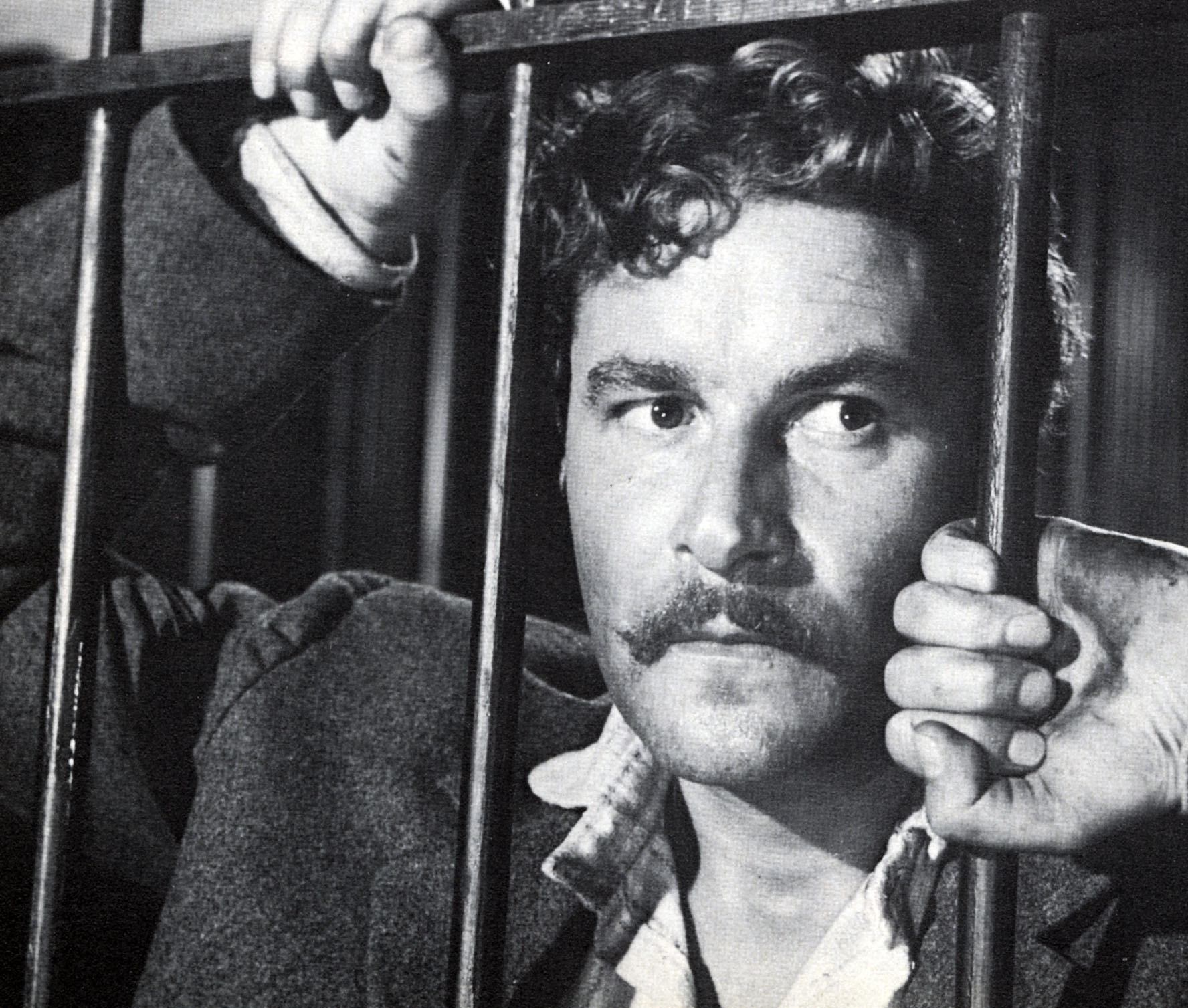

아메데오 나자리(Amedeo Carlo Leone Buffa, 1907년 12월 10일 ~ 1979년 11월 6일)는 이탈리아의 배우, 각본가, 연극 배우, 영화배우이다.
칼리아리에서 태어났으며 로마에서 사망하였다. 사인은 신부전이다.

## 영화
- 매터 오브 타임 (1976년)
- 살인 영장 (1972년)
- 시실리안 (1969년)
- 헤로인 커넥션 (1966년)
- 썸머 프렌지 (1964년)
- 최고의 적수 (1961년)
- La contessa azzurra (1960년)
- 마야 (1959년)
- 카비리아의 밤 (1957년)
- 다스 리드 폼 베랏 (1952년)
- 시티 스탠드 트라이얼 (1952년)
- 우리는 모두 살인자다 (1952년)
- 노바디스 칠드런 (1951년)
- 페도라 (1942년)
- 제스터스 서퍼 (1942년)
- 까발레리아 (1936년)